# جام خوان گمپر ۲۰۱۷
جام خوان گمپر ۲۰۱۷ یک مسابقه فوتبال بین تیم بارسلونا و شاپه‌کوئنزه بود که با پیروزی ۵–۰ بارسلونا به پایان رسید.

## بازی
| بارسلونا                                                         | ۵–۰   | شاپه‌کوئنزه |
| ---------------------------------------------------------------- | ----- | ---------- |
| - دلوفئو ۶' - بوسکتس ۱۱' - مسی ۲۸' - ل. سوارز ۵۵' - د. سوارز ۷۴' | گزارش |            |

| بارسلونا | شاپه‌کوئنزه |